# Phaeoceros dixitii
Phaeoceros dixitii là một loài rêu trong họ Anthocerotaceae. Loài này được Prosk. mô tả khoa học đầu tiên năm 1951. Danh pháp khoa học của loài này chưa được làm sáng tỏ. 